# Christian Weißmantel
Christian Weißmantel (* 9. Dezember 1931 in Kamenz; † 16. September 1987 in Karl-Marx-Stadt) war ein deutscher Physiker, Rektor der Hochschule für Maschinenbau Karl-Marx-Stadt und Mitglied der Akademie der Wissenschaften der DDR.

## Lebenslauf
Nach dem Studium der Physik von 1950 bis 1955 an der TH Dresden arbeitete er bis zu seiner Promotion 1958 als Assistent bei Kurt Schwabe. Danach nahm er eine Assistentenstelle am Institut für Elektrochemie und Physikalische Chemie der TU Dresden an und habilitierte 1963 mit einer Arbeit auf dem Gebiet der physikalischen Chemie in Experimentalphysik. Anschließend wurde er Professor für Physik an der Hochschule für Maschinenbau Karl-Marx-Stadt (heute: Technische Universität Chemnitz), an der er mehr als 24 Jahre lehrte und forschte. Von 1969 bis 1973 war er Rektor an dieser Hochschule. 1973 wurde Weißmantel zunächst korrespondierendes Mitglied der Akademie der Wissenschaften der DDR, bis er 1976 schließlich zum ordentlichen Mitglied ernannt wurde. Von 1976 bis 1977 nahm er eine Gastprofessur an der Universität Paris-Süd an, 1985 eine Gastprofessur an der Universität Limoges.
Weißmantel erhielt 1970 den Nationalpreis der DDR III. Klasse, 1973 den Vaterländischen Verdienstorden in Bronze und 1980 in Silber sowie 1984 den Karl-Marx-Orden.

## Schriften
- Christian Weißmantel, Claus Hamann: Grundlagen der Festkörperphysik (= Hochschulbücher für Physik. Band 42). 1.  Auflage. Berlin 1979 (springer.com).
- Christian Weißmantel (Hrsg.): Kleine Enzyklopädie Atom- und Kernphysik: Struktur der Materie. Thun 1983, ISBN 978-3-87144-667-2.